# Heinz Harald Hallier
Heinz Harald Hallier (* 19. April 1936 in Neuruppin) ist ein Konteradmiral außer Dienst der Bundesmarine. Er war zuletzt von Oktober 1987 bis September 1993 Kommandeur des Marineunterstützungskommandos in Wilhelmshaven.

## Leben
Hallier trat mit der Crew V/1956 als Matrose (OA) in die Bundesmarine ein und wurde zum Marineoffizier ausgebildet. Daran schloss sich eine Zeit als Wachoffizier auf einem Schnellboot an.
Von 1963 bis 1965 nahm Hallier an der Admiralstabsausbildung an der École supérieure de guerre in Paris teil. Anschließend war er S3-Stabsoffizier bei der Marinefliegerdivision in Kiel. Es folgte von 1969 bis 1972 eine Tätigkeit als Referent im Führungsstab der Marine in Bonn. Von 1972 bis 1973 war Hallier Ausbildungsstabsoffizier an der Marineschule Mürwik und anschließend bis 1975 Kommandeur der Horstgruppe des Marinefliegergeschwaders 3 „Graf Zeppelin“ in Nordholz.
1975 kehrte Hallier als Referatsleiter Fü M III 2 in den Führungsstab der Marine zurück. Von 1979 bis 1981 war er stellvertretender Abteilungsleiter Rüstung im Marineamt. Daran schlossen sich Tätigkeiten als Stabsabteilungsleiter Fü M IV (bis März 1983) und Fü M I im Führungsstab der Marine an. Von Oktober 1984 bis September 1987 war Hallier Admiral Marinerüstung im Marineamt; anschließend übernahm er seine letzte Aufgabe als Kommandeur des Marineunterstützungskommandos. Dort wurde er zum 30. September 1993 pensioniert.